# Tennis en fauteuil roulant aux Jeux paralympiques d'été de 2020
Navigation
Rio 2016 Paris 2024
La compétition de tennis en fauteuil roulant des Jeux paralympiques d'été de 2020 qui devait se dérouler du 28 août 2020 au 5 septembre 2020 au parc sportif Ariake à Tokyo a été reportée à 2021.
La compétition oppose 56 hommes, 32 femmes et 16 athlètes mixtes pour les épreuves de quad.
Mise à part quatre joueurs en simple issus jeux paralympiques asiatiques ou américains, la qualification est basée sur le rang mondial en date du 8 juin complété par des invitations bipartite IPC/ITF

## Classification
Les joueurs ont été classés selon le type et l'étendue de leur handicap. Le système de classification a permis aux joueurs de s'affronter contre les autres avec le même niveau de fonction. Pour soutenir la concurrence dans le tennis en fauteuil roulant, les athlètes doivent avoir une perte importante ou totale de la fonction dans l'une ou les deux jambes. Les joueurs tétraplégiques concourent dans des épreuves mixtes, tandis que les joueurs paraplégiques (avec plein usage de leurs bras) participent à des épreuves séparées masculines et féminines.

## Calendrier
| T1 | 1er tour | T2 | 2e tour | T3 | 3e tour | QF | Quarts de finale | DF | Demi-finales | B | Match pour la 3e place | F | Finale |

| Date → Épreuve ↓    | Ven 27 | Ven 27 | Sam 28 | Sam 28 | Dim 29 | Dim 29 | Lun 30 | Lun 30 | Mar 31 | Mar 31 | Mer 1 | Mer 1 | Jeu 2 | Jeu 2 | Ven 3 | Ven 3 | Sam 4 | Sam 4 |
| ------------------- | ------ | ------ | ------ | ------ | ------ | ------ | ------ | ------ | ------ | ------ | ----- | ----- | ----- | ----- | ----- | ----- | ----- | ----- |
| Simple messieurs    | T1     | T1     |        |        | T2     | T2     | T3     | T3     | QF     | QF     | DF    | DF    | B     | B     |       |       | F     | F     |
| Simple dames        | T1     | T1     | T2     | T2     |        |        | QF     | QF     |        |        | DF    | DF    | B     | B     | F     | F     |       |       |
| Double messieurs    |        |        | T1     | T1     | T2     | T2     | QF     | QF     | DF     | DF     |       |       | B     | B     | F     | F     |       |       |
| Double dames        |        |        | T1     | T1     | QF     | QF     |        |        | DF     | DF     | B     | B     |       |       |       |       | F     | F     |
| Simple quad (mixte) |        |        | T1     | T1     | QF     | QF     |        |        | DF     | DF     |       |       | B     | F     |       |       |       |       |
| Double quad (mixte) | QF     | QF     |        |        |        |        | DF     | DF     |        |        | B     | F     |       |       |       |       |       |       |

## Résultats

### Podiums
| Épreuve             | Or                                     | Argent                                      | Bronze                                 |
| ------------------- | -------------------------------------- | ------------------------------------------- | -------------------------------------- |
| Simple messieurs    | Shingo Kunieda (JPN)                   | Tom Egberink (NED)                          | Gordon Reid (GBR)                      |
| Double messieurs    | France Stéphane Houdet Nicolas Peifer  | Grande-Bretagne Alfie Hewett Gordon Reid    | Pays-Bas Tom Egberink Maikel Scheffers |
| Simple dames        | Diede de Groot (NED)                   | Yui Kamiji (JPN)                            | Jordanne Whiley (GBR)                  |
| Double dames        | Pays-Bas Diede de Groot Aniek van Koot | Grande-Bretagne Lucy Shuker Jordanne Whiley | Japon Yui Kamiji Momoko Ohtani         |
| Simple quad (mixte) | Dylan Alcott (AUS)                     | Sam Schroder (NED)                          | Niels Vink (NED)                       |
| Double quad (mixte) | Pays-Bas Sam Schroder Niels Vink       | Australie Dylan Alcott Heath Davidson       | Japon Mitsuteru Moroishi Koji Sugeno   |

### Tableau des médailles
| Rang  | Nation          | Or | Argent | Bronze | Total |
| ----- | --------------- | -- | ------ | ------ | ----- |
| 1     | Pays-Bas        | 3  | 2      | 2      | 7     |
| 2     | Japon           | 1  | 1      | 2      | 4     |
| 3     | Australie       | 1  | 1      | 0      | 2     |
| 4     | France          | 1  | 0      | 0      | 1     |
| 5     | Grande-Bretagne | 0  | 2      | 2      | 4     |
| TOTAL | TOTAL           | 6  | 6      | 6      | 18    |